# Drenov Bok
Drenov Bok es una localidad de Croacia en el municipio de Jasenovac, condado de Sisak-Moslavina.

## Geografía
Se encuentra a una altitud de 91 m s. n. m. a 120 km de la capital nacional, Zagreb.

## Demografía
En el censo 2021, el total de población de la localidad fue de 81 habitantes.